# كامل فرحان صالح
كامل فرحان صالح (kamel farhan saleh) هو شاعر وروائي وناقد وأكاديمي لبناني، ولد في كفرشوبا (قضاء حاصبيا - جنوب لبنان) في العام 1969، وهو أستاذ في الجامعة اللبنانية، وعمل سابقًا في الصحافة لأكثر من عشرين سنة: صحيفة السفير اللبنانية، وصحيفة عكاظ السعودية. أجريت معه العديد من الحوارات الصحافية، وله العديد من المؤلفات النقدية، والشعرية، والروائية، فضلا عن عشرات الأبحاث، والمقالات الأدبية والنقدية،  والمشاركة في مؤتمرات وندوات ثقافية في لبنان والعالم العربي، وحاز العديد من شهادات التقدير والتكريم، كما حاز الميدلية الذهبية عن فئة الشعر في العام 1988 في لبنان.

## بدايات
ولد كامل صالح في 18 كانون الثاني (يناير) 1969 في بلدة كفرشوبا الواقعة في جبل الشيخ (حرمون)،  وهي من ضمن قرى العرقوب التابعة إلى قضاء حاصبيا. قريته الجنوبية تطل على الجليل في فلسطين، ومن الجهة المقابلة على الجولان السورية. ما أدى ذلك، إلى أن يعي منذ طفولته، القضية الفلسطينية، وما واكبها من مآسٍ وشتات، ومقاومة، ونضالات. فوالده فرحان كان قد انخرط باكرًا في العمل الفدائي، وقد أطلق اسم كامل على مولوده البكر نسبة إلى اسم شهيد فلسطيني.
تلقى كامل تعليمه في المرحلة الإبتدائية في مدرسة الراعي الصالح، لكن عند نشوب الحرب الأهلية اللبنانية نقله أهله إلى مدرسة قريبة، وبذلك كانت فترة تلقيه التعليم في تلك الفترة، في غير مدرسة، حتى انهاء المراحل التعليمية ما قبل الجامعية. اختار كامل اختصاص الهندسة الكهربائية بدايةً، ثم ما لبث أن ترك الهندسة في السنة الأولى، وانتقل لدراسة اللغة العربية وآدابها في كلية الآداب والعلوم الإنسانية في الجامعة اللبنانية، بسبب تعلقه في كتابة الشعر، فحاز شهادة الاجازة في العام 1991، ثم حاز شهادة دبلوم الدراسات العليا في اللغة العربية وآدابها، في العام 1998، وكانت رسالة الدبلوم تحت عنوان: يوسف الخال: حياته ودعوته اللغوية. ثم أكمل دراساته العليا، فحاز شهادة الدكتوراه في اللغة العربية وآدابها، تحت عنوان: فاعلية الرمز الديني المقدس في الشعر العربي، في العام  2004  وهذه الآطروحة قد نشرت في كتاب لاحقًا، تحت عنوان: الشعر والدين، وطبع منه ثلاث طبعات في بيروت والقاهرة.

## نشاطه الإعلامي والثقافي
مارس كامل إلى جانب دراسته الجامعية، العمل الصحافي لنحو عشرين سنة، بدأها في جريدة الديار اللبنانية بشكل متقطع من العام 1993 إلى 1999، ثم في جريدة عكاظ السعودية لنحو عشر سنوات امتدت من العام 2000 إلى 2010، ثم في جريدة السفير اللبنانية من العام 2010 إلى 2014، أي عام تفرغه كليًّا كأستاذ محاضر في كلية الآداب والعلوم الإنسانية - الجامعة اللبنانية. وكان قد بدأ التعليم العالي في الجامعة الاسلامية في لبنان منذ العام 2010 إلى 2014.
اختير كامل ليكون عضوا في اللجنة المكلفة بتقييم الترشيحات المقدمة لـ«جائزة الكويت» في مجال الفنون والآداب، وعمل كذلك مديرًا لتحرير مجلة نبضة الفصلية العلمية، تعنى بعلم النفس، في السعودية (2006 – 2008)، واشتغل بصفته المسؤول الثقافي ومدير العلاقات العامة في دار الحداثة للطباعة والنشر (1990- 1999)، وأمين تحرير مجلة الحداثة الفصلية الثقافية. وأستاذ تعليم للمرحلة المتوسطة في المدرسة الابتدائية الحديثة (مادة اللغة العربية) في لبنان (1998- 1999). كما أعد وقدّم برنامجًا تلفزيونيًا (خبرية)، يعنى بالعادات والتقاليد في المناطق اللبنانية (13 حلقة) لبنان (1999).
حاز كامل رتبة الأستاذية في الجامعة اللبنانية في العام 2017، وهو عضو الفرقة البحثية في المعهد العالي للدكتوراه في الجامعة اللبنانية منذ العام 2018، ولجنة قبول مشاريع الماجستير في كلية الآداب والعلوم الإنسانية أيضًا.
شارك كامل في عدد من المؤتمرات والندوات والأمسيات الشعرية في لبنان والعالم العربي. وشارك في تنظيم المؤتمر الأول والثاني للثقافة الشعبية اللبنانية – العربية، الذي نظمته حلقة الحوار الثقافي في بيروت. كذلك في المؤتمر الذي نظم في القاهرة برعاية وزارة الثقافة، وتنظيم جامعة المنصورة.
ينتسب كامل إلى اتحاد الكتّاب اللبنانيين، و المجلس الثقافي للبنان الجنوبي، ونقابة المحررين اللبنانيين، و حلقة الحوار الثقافي (بيروت)، وكان عضوًا في جماعة حوار الفكرية في نادي جدة الأدبي (السعودية).

### الأدب الوجيز
يساهم كامل مع مجموعة من الكتّاب والأكاديميين والمثقفين في لبنان وتونس، في «ملتقى الأدب الوجيز» الذي أسسه الكاتب اللبناني أمين الذيب في بيروت، وذلك عبر تفعيل خيار الإبداع في هذا الأدب، بوصفه نوعًا أدبيًّا جديدًا، يقوم على خصائص وسمات،  منها: التكثيف، والإيجاز، والاتساع الداخلي للطاقة الشعورية، وفتق آفاق التخيل، وكسر أنماط الحواس الخمس، والمعنى في النص يحدد شكله الخاص، والدهشة والمفارقة، وكسر المرجعية. وقد كتب مقالات عدة في هذا الإطار. وقد عقد غير مؤتمر في هذا الخصوص في تونس ولبنان، ومنها مؤتمر: الأدب الوجيز هوية تجاوزية جديدة، الذي عقد في بيروت في العام 2019، بمشاركة مفكرين ومثقفين وأكلديميين لبنانيين وعرب، بحضور الشاعر أدونيس.

### ملتقى «جماعة حوار في نادي جدة الأدبي»
قدم كامل أوراقًا بحثية من ضمن مساهماته في فاعليات جماعة حوار الذي كان يعقد في نادي جدة الأدبي برئاسة د. حسن النعمي، ومن مشاركات كامل:
1. محور الرواية السعودية: خطاب السرد المحلي في رواية المرأة (آذار (مارس) 2004): تقديم ورقة نقدية في رواية «امرأة على فوهة بركان» للروائية السعودية بهية بوسبيت: فضاءات العادات الثرية وفقر المعالجة السردية [68] – (نشرت في كتاب: خطاب السرد: الرواية النسائية السعودية [69]
2. محور الأنا والآخر في الرواية العربية: (1) تقديم ورقة نقدية في «الأنا والآخر في الرواية السعودية: رواية» نباح«للروائي عبده خال، و»العصفورية «لغازي القصيبي، نموذجا» - (شباط (فبراير) 2006). (2)- تقديم ورقة نقدية في رواية «براري الحمى» للروائي الأردني إبراهيم نصر الله: المكان المريض[70]- (7 تشرين الثاني (نوفمبر) 2006).[71]
3. محور جماعة السرد: تقديم قراءة في قصص القاص السعودي صلاح القرشي والقاص اليمني نضال قحطان: صياغة الدهشة وقلب الأدوار.[72]
4. محور الآخر في الرواية السعودية: (22 نيسان (أبريل) 2008): ورقة نقدية في رواية «بعد المطر هناك دائما رائحة» للروائية السعودية فاطمة بنت السراة: تبريرات الأنا في قتل الآخر.[73]

## المؤلفات
لكامل العديد من المقالات والأبحاث والدراسات  والمؤلفات،  وقد كتبت في أعماله، عدة مقالات وأبحاث نقدية،  ومن مؤلفاته:
- في الشعر:
1. أحزان مرئية، دار الحداثة، بيروت، 1985 [85]
2. شوارع داخل الجسد، دار الهيثم، بيروت، 1991 [86][87]
3. كنّاس الكلام، دار الحداثة بيروت، 1993 [88][89]
4. خذ ساقيك إلى النبع، الهيئة العامة لقصور الثقافة، القاهرة،[90] 2013 (تحميل الديوان)[91]
5. أبجدية التجاعيد، الناشر منصتي (menassati) - بيروت، 2021 (eBooks) [92][93][94]

- في الرواية:
1. جنون الحكاية، دار الحداثة، بيروت، 2000 [95][96]
2. حب خارج البرد، دار الحداثة، بيروت، ذاكرة الناس، الجزائر، 2010 [97][98][99][100][101]

- في الدراسة:
1. الشعر والدين: فاعلية الرمز الديني المقدس في الشعر العربي، ط 1: دار الحداثة، بيروت 2004.[102] ط 2: المجلس الأعلى للثقافة، القاهرة 2010 [102][103]
2. حركية الأدب وفاعليته - في الأنواع والمذاهب الأدبية - الحداثة، ط. 1، 2017، ط.2، 2018، [104][105] وط. 2: 2021 [106]
3. في منهجية البحث العلمي - الحداثة 2018 [107][108] وط. 2: 2021 [109]
4. ملامح من الأدب العالمي - الحداثة 2018 [110]، وط. 2: 2021 [111]
5. مدخل إلى الأدب الوجيز - ملتقى الأدب الوجيز - 2022، والناشر منصتي (menassati) - بيروت (eBooks) [60]

### قراءات ومقالات وأبحاث
- قصيدة النثر العربية والوقوف على «قشرة الموز» - بحث في إشكالية التعريف والسمات والشكل والتمايز[112]
- جروح المخيلة العربية - مقاربة في مضامين الشعر الحديث وقضاياه[113]
- في حركية مفهوم الشعر العربي وتصدعاته - مقاربات في نماذج تنظيرية مختارة[114]
- نهضة الأدب العربي النثري: لبنانية أم مصرية؟[115]
- مركزية قصيدة النثر في نتاج جبران خليل جبران[116]
- النقد العلمي والواقع الثقافي العربي [117]
- اللغة العربية وتلقيها في العصر الرقمي (في تحديات القراءة والكتابة والإعلام والتعلّم)[118]
- يوسف الخال و«جدار اللغة» أزمة «فصحى» أم حضارة؟[119]
- الأدب الشعبي بين إشكالية الرفيع والوضيع وخجل الأجيال [120]
- الأدب الشعبي: جدلية العلاقة بين المناهج وثراء الخصائص [121]
- الشعر العربي المعاصر: توليف أم إبداع دين شعري حديث؟ [122]
- العولمة والأدب الشعبي: «القرية» ضد القرية![123]
- فاعلية الأدب الشعبي وحركيته (في إشكالية المناهج وثراء الخصائص مع نماذج مختارة)[124]
- الملحمة باكورة الآداب وانتاج المادة المكونة لبناء الرموز (جلجامش نموذجاً).[125]
- أنسي الحاج: لا أعتنق شيئا أتبع ندائي الداخلي.[126]
- الأسئلة كأنها لم تطرح من قبل: 25 شاعرا وشاعرة من عشر دول عربية (إعداد وتقديم).[127]
- منع النساء من الرقص إنهاء فن كان مقدساً[128] - مقالة.
- أنظمة الحكم الوراثي بين حصانة الدساتير ومشروعية سلطة الشعب - مقالة.[129]
- أريد أن أشمّ رائحة عكا – مقالة.[130]
- كتاب احتفائي في اليوبيل الذهبي/ عبد الناصر: «أنا زائل.. أطلقوا عليها: جامعة بيروت العربية» - قراءة.[131]
- الكرة والكتاب – مقالة.[132]
- قراءة في رواية «ترمي بشرر» للروائي السعودي عبده خال: تفضح وجع الأحلام وشغب الغرائز (يواصل فيها البحث عن الفردوس المفقود)[133] – صحيفة عكاظ السعودية[134] (4 آذار (مارس) 2010) / وموقع جهة الشعر الإلكتروني
- المثقف والسلطة: السقوط معا- مقالة.[135]
- معرض القاهرة يجدد مأزق الكتاب في زمن المدونات.[136]
- روايته تعد الأولى في طرح الصدام بين الحضارات:الطيب صالح يترك «الزين» ويهاجر إلى مواسم النهاية – قراءة في رواية «موسم الهجرة إلى الشمال»[137]– صحيفة عكاظ–
- معارض الكتب تعكس الارتباك الثقافي [138] - مقالة.[139]
- قراءة في ديوان «امرأة تهوى وحيدة» للشاعرة صباح أبو عزة[140][141]
- أكاديمية مؤتمر الأدباء تنتصر للشعر ثانية – قراءة في مؤتمر الأدباء السعوديين الثالث في الرياض[142] – صحيفة عكاظ (14 كانون الأول (ديسمبر) 2009)
- الروائية السعودية بدرية البشر.. تغريبة التيه بحثا عن «الحب»: الوعي في مواجهة بقعة الزيت - ورقة مقدمة إلى جماعة السرد في نادي جدة الأدبي، 25/11/2008م (نشرت في صحيفة عكاظ العدد الأسبوعي – 28 تشرين الأول (أكتوبر) 2008)[143]
- قراءة في دواوين «نصف تفاحة- نشيد الرغبة – حليب جسدي – غدائر في مهب الريح» للشاعرة السعودية فايزة السعيد: تمرد يبحث عن لغته – صحيفة عكاظ (الخميس 29/12/1427هـ) 18 كانون الثاني 2007 العدد: 2041 [144]
- الشعر بين حديد الإنسان وحروبه – مقالة - صحيفة عكاظ (19 آذار (مارس) 2007) (الإثنين 29/02/1428هـ) 19/ مارس/2007 العدد: 2101[145]
- قراءة في كتاب «هل رأيتني كنت أمشي في الشارع» للقاصة السعودية هناء حجازي[146] -[147]
- الملائكة والسياب والشعر الإنكليزي –مقالة- صحيفة عكاظ (22 حزيران (يونيو) 2007) (الجمعة 07/06/1428هـ) 22/ يونيو/2007 العدد: 2196[148]
- الأيديولوجية تتربص برواية «نجران تحت الصفر» للرائي الفلسطيني يحيى يخلف (قراءة) – صحيفة عكاظ (28 أيلول (سبتمبر) 2006)[149]
- الشاعر السوري محمد الماغوط: الغجري يرحل كأرستقراطي أخير- قراءة في أعماله – صحيفة عكاظ (5 نيسان (أبريل) 2006)[150]
- جلسة لمراجعة خطاب التنوير في المملكة- قراءة في محور جماعة حوار في نادي جدة الأدبي: خطاب التنوير النقدي والابداعي في المملكة – صحيفة عكاظ (19 أيار (مايو) 2005)
- قراءة في رواية «غرفة السماء» للروائية الكويتية ميس العثمان – مجلة الحداثة اللبنانية (ع 85/86 شتاء 2004)
- قراءة في مؤتمر الحوار الوطني الثاني (الغلو والاعتدال: رؤية منهجية شاملة)– صحيفة عكاظ (3 كانون الثاني (يناير) 2004)
- المناهج والإرهاب: من يقتل من؟- تحقيق- صحيفة عكاظ (25 شباط (فبراير) 2004)
- الشعراء المائيون: السياب نموذجا- دراسة[151] – إيلاف/ الزمان - 2004 الأحد 26 ديسمبر - وموقع موقع جهة الشعر/ جهة الشعر]
- قراءة في ديوان «أحاديث صفية» للشاعر البحريني كريم رضي: دمٌ ذاهبٌ في المجاز- صحيفة الأيام البحرينية (13 كانون الأول (ديسمبر) 2004)
- الصوم الفلسطيني: من الكفاح المسلح إلى الكفاح اللاعنفي – مقالة[152]- صحيفة الصباح الفلسطينية (28 آب 2004)، موقع إيلاف الإلكتروني[153] (31 آب 2004)/ صحيفة الخليج الإماراتية (4 أيلول 2004)
- الشعر سيد الحضور مجددا - مقالة – صحيفة عكاظ السعودية (7 آذار (مارس) 2004)
- عودة الشعر إلى صباه- مقالة – صحيفة عكاظ السعودية (24 شباط (فبراير) 2004)
- ربيع الشعراء وخريف الأرض – مقالة – صحيفة عكاظ السعودية (21 آذار (مارس) 2004)
- ديوان أسمر كرغيف للشاعر السعودي عبد الرحمن الشهري: انحزت للذات لأتخلص من التجارب العظيمة (قراءة وحوار)- صحيفة عكاظ السعودية (25 شباط (فبراير) 2004)
- قراءة في ديوان «أخبئ وجهك» للشاعر الكويتي محمد المغربي: «كذّابة هذه الحياة»- موقع إيلاف الإلكتروني (6 أيلول 2004)
- الزحف العنكبوتي يقضي على ثقافة الورق- صحيفة عكاظ السعودية (18 حزيران (يونيو) 2003)
- معنى الإنسان – مقالة - صحيفة عكاظ السعودية (25 كانون الثاني (يناير) 2003)
- قراءة في قصص «المخش» للقاص يحيى سبعي – مقالة - صحيفة عكاظ السعودية (14 حزيران (يونيو) 2002)
- المثقف ودوره الملتبس – مقالة – صحيفة عكاظ السعودية (13 كانون الأول (ديسمبر) 2002)
- قراءة في رواية لغط موتى للسعودي يوسف المحيميد: هذيان السرد وتلاشي الحياة.[154]
- نقد أم نص – مقالة - صحيفة عكاظ السعودية (24 كانون الأول (ديسمبر) 2002)
- بدر شاكر السياب مستشرفا في "المطر" رأى "عاصفة الصحراء – قراءة جديدة في قصيدة "أنشودة المطر"[155]
- المثقف العربي وأميركا والعدل – مقالة - صحيفة عكاظ السعودية (27 كانون الأول (ديسمبر) 2002)
- المسمى والمصطلح – مقالة - صحيفة عكاظ السعودية (3 كانون الأول (ديسمبر) 2002)
- الشعر و11 سبتمبر – مقالة - صحيفة عكاظ السعودية (12 أيلول (سبتمبر) 2002)
- قراءة في ديوان «تجاعيد المرايا» لحمود الصميلي – صحيفة عكاظ السعودية (2 أيلول (سبتمبر) 2001)
- توفيق يوسف عوّاد: يا طواحين بيروت القاسية.[156][157]
- في العشق وتجلياته: بحث في أدب الحب: تعريفه وتاريخه.[158][159]
- قراءة في ديوان «أعزل بجناحي قديس» للشاعر اللبناني سامي نيّال.[160]
- مختارات من الشعر اللبناني والعربي المعاصر (إعداد).[161]
- مفهوم المعاصرة في شعر نزار قباني.[162]

## وصلات خارجية
- كامل فرحان صالح على موقع ميوزك برينز (الإنجليزية)
- كامل فرحان صالح: شعر اليوم يحتاج إلى أطباء نفسيين
- كامل فرحان صالح .. من مقام الأنثى إلى 'خذ ساقيك إلى النبع'
- الشاعر الروائيّ كامل فرحان صالح لـ«البناء»: النقد العربيّ في مأزق
- حوار تلفزيوني لم يبث مع د. كامل صالح عن الشعر والدين
- الشاعر كامل صالح: ثمة ظلم واقع على قصيدة النثر اليوم
- مثقفون ومبدعون يجيبون عن: هل تغيرت القيم والثوابت في حياتنا؟
- حصاد 2019.. جديد الحياة الثقافية العربية (5/5)
- لقاء مع الشاعر الدكتور كامل صالح
- من قصائد كامل صالح